# Луций Корнелий Бальб (консул-суффект)
Лу́ций Корне́лий Бальб Ста́рший (лат. Lucius Cornelius Balbus Maior; умер после 40 года до н. э.) — римский политический деятель, консул-суффект 40 года до н. э.

## Происхождение
Луций Корнелий родился в городе Гадес в Дальней Испании. Он принадлежал к богатой семье финикийского происхождения: его отец упоминается в источниках только под именем, полученным в зрелом возрасте после принятия римского гражданства, — Луций Корнелий Бальб. Луций-младший предположительно носил от рождения имя, схожее по звучанию с латинским словом Бальб (лат. Balbus — «заика»), ставшим впоследствии его когноменом.

## Биография
В молодости будущий Луций Корнелий принимал участие в Серториевой войне: он сражался против Квинта Сертория под началом Гая Меммия (в битвах при Сукроне и Турии) и Гнея Помпея Великого. В армии Помпея Бальб оставался до конца войны. В 72 году до н. э. в благодарность за службу он получил от Помпея римское гражданство на основании закона Геллия—Корнелия (лат. Lex Cornelia Gellia). Вместе с ним гражданами Рима стали его отец, брат (Публий Корнелий Бальб) и племянник (Луций Корнелий Бальб Младший). Впоследствии Бальб был дружен с Луцием Корнелием Лентулом Крусом, а потому исследователи полагают, что именно последний мог быть тем Луцием Корнелием, который обеспечил Бальбу вступление в состав римской гражданской общины.
Бальб был произведён в сословие всадников. Вначале он принадлежал к одной из городских триб Рима, а впоследствии перешёл в более престижную, Клустуминскую, добившись осуждения одного из её членов по обвинению в незаконном соискании должности (лат. crimen de ambitu). В 69—68 годах до н. э. он познакомился с Гаем Юлием Цезарем во время испанской квестуры последнего и стал его близким другом. В 62—60 годах до н. э. Бальб отбывал должность префекта мастеровых при Цезаре в Дальней Испании. Последний из уважения к Бальбу предоставил его малой родине — Гадесу — много льгот. Сам Гадес установил с Бальбом гостеприимные отношения.
В 60 году до н. э. Бальб по поручению Цезаря вёл переговоры с Цицероном, добиваясь его поддержки первого триумвирата. В 59 году до н. э. Бальб был усыновлён Феофаном, сторонником Помпея Великого, ради приобретения некоторых материальных выгод. В том же году Бальб выступал субскриптором при обвинении азиатского наместника Луция Валерия Флакка в вымогательстве (лат. crimen de repetundis), а ещё раньше несколько раз судился с ним по гражданским делам, но, тем не менее, позже Флакк сделал его своим наследником. Тогда же Бальб снова получил должность префекта мастеровых (лат. praefectum fabrum) в галльской армии Юлия Цезаря. В 58 году до н. э. Бальб оказывал поддержку родным Марка Туллия Цицерона во время изгнания последнего. Благодаря дружбе с Цезарем и Помпеем он приобрел значительное состояние, чем вызывал зависть: в 56 году до н. э. был обвинён неким жителем Гадеса в присвоении римского гражданства, но оправдан благодаря защите Гнея Помпея, Красса и Цицерона.
После 56 года до н. э. Бальб стал доверенным лицом Гая Юлия Цезаря в Риме, представляя его интересы, вёл от его имени переговоры и привлекал союзников.
После начала гражданской войны между Цезарем и Помпеем в 49 году до н. э. Бальб остался в Риме и продолжал там дипломатическую деятельность в интересах своего патрона. Во время военных кампаний и цезарианской диктатуры Бальб находился в Риме на положении доверенного лица, уполномоченного представителя и фактического правителя, несмотря на то, что являлся лишь всадником и не входил в сенат; в этот период он переписывается с диктатором с помощью шифра. В 48—47 годах до н. э. Цицерон, который проживал в Брундизие, через Бальба вел переговоры о возможности возвращения в Рим, а добившись своего прощения, продолжал просить Бальба вернуть других помпеянцев: Цецину, Ампия Бальба, Нигидия Фигула. По поручению Юлия Цезаря Бальб занимался преимущественно финансовыми вопросами, а также выступал в качестве посредника при его переписке с Цицероном в отношении литературных вопросов. Летом 45 года до н. э. и летом 44 года до н. э. Бальб серьёзно болел, страдая от боли в ногах. В начале 44 года Бальб посоветовал Цезарю принять сенатскую делегацию сидя, чем вызвал серьёзное недовольство её представителей.
После убийства Цезаря Бальб присутствовал на совещании цезарианцев, где высказался за немедленную месть убийцам, но его мнение не было поддержано Марком Антонием. По прибытии Октавиана в Италию Бальб встретился с ним и встал на его сторону. Вскоре вместе с Октавианом отправился в Рим, где активно участвовал в политической жизни; тогда же он побудил Авла Гирция написать продолжение «Записок…» Юлия Цезаря о Галльской войне.
В 41—40 годах до н. э. Бальб управлял Испанией, провинцией Октавиана, в должности пропретора, а в 40 году до н. э. был формально подчинён Луцию Антонию с тем, чтобы следить за его действиями. В этом же году он становится консулом-суффектом (вместе с Публием Канидием Крассом), первым римским консулом, который родился за пределами Италии. Совместно с коллегой провел праздник в честь победы над убийцами Цезаря при Филиппах. Вскоре после этого Луций Бальб стал патроном Капуи.
По завещанию он оставил каждому римскому гражданину по сто сестерциев.

## Труды
Луций Корнелий Бальб занимался составлением римской истории. До сих пор известно лишь об одном историческом труде Бальба — «Эфемериды». Это произведение было посвящено Гаю Юлию Цезарю.
Также Луций Корнелий Бальб интересовался театральным искусством. На свои деньги построил один из первых каменных постоянных театров в Риме (после театра Помпея и театра Марцелла). Это здание было рассчитано на 7 тысяч 700 зрителей. Театр был открыт в 13 году до н. э. (уже после смерти Бальба). Этот театр стал называться театром Бальба.